# 沃尔夫冈·迈博姆
沃尔夫冈·迈博姆（德語：Wolfgang Maibohm，1951年7月11日—），德国前男子排球运动员。他曾代表东德成年国家队参加1972年夏季奥林匹克运动会排球比赛，获得一枚银牌。